# Gunnar Rydberg
Ernst Gunnar "Lillen" Rydberg, född 9 augusti 1900 i Göteborgs Kristine församling, död 5 mars 1985 i Göteborg, var en svensk fotbollsspelare (anfallare).
Rydberg representerade från 1921 IFK Göteborg, och spelade för klubben i Allsvenskan 1924/1925–1935/1936. Sammanlagt gjorde han 243 allsvenska matcher (144 mål) för klubben. Till säsongen 1936/1937 gick han till Halmstads BK. Efter den aktiva karriären var han tränare för IFK Göteborg 1948/1949.
Åren 1924–1933 spelade Rydberg 11 A-landskamper (6 mål) för Sverige.
Rydbergs bröder, Anders och Olof Rydberg, spelade också fotboll för IFK Göteborg.